# Lamberto I di Lovanio
Lamberto I di Hainaut o di Lovanio, detto il Barbuto; in francese: Lambert Ier dit le Barbu (950 – Florennes, 12 settembre 1015) è stato un nobile fiammingo fu conte di Lovanio dal 988/1003 fino alla sua morte.

## Origine
Secondo gli Iacobi de Guisia Annales Hanoniæ era il figlio secondogenito del Conte di Hainaut, Reginardo III e della moglie, Adele d'Alvernia, che sempre secondo gli Iacobi de Guisia Annales Hanoniæ era contessa di Mons (Adela comitissa Montensis).
Ancora secondo gli Iacobi de Guisia Annales Hanoniæ, Reginardo III, conte di Hainaut era il figlio primogenito del Conte di Hainaut, Reginardo II e della moglie di cui non si conoscono né il nome né gli ascendenti; secondo alcuni storici era una delle figlie di Vigerico di Bidgau, mentre secondo altri era la sorella del conte Bosone.

## Biografia
Suo padre Reginardo III, nel 957, si ribellò apertamente all'autorità dell'arcivescovo di Colonia, Brunone, che dal 953, era anche Duca di Lotaringia, che riuscì a ristabilire la pace e, secondo le Gesta Episcoporum Cameracensium, nel 958, esiliò Reginardo III in Boemia, e la contea di Hainaut fu data a Goffredo, che già aveva affiancato Brunone nel governo della Bassa Lorena
Dopo la morte di Goffredo I, il titolo di Conte di Hainaut fu concesso da Brunone a Riccardo, come ci confermano le Gesta Episcoporum Cameracensium; Riccardo era anche conte di Mons, mentre il Re di Germania ed Imperatore. Ottone I aveva concesso la regione del Valenciennes ed il titolo di Conte di Hainaut ad Amalrico, conte di Valenciennes).
Nel 973, Guarnieri assieme al fratello, Rinaldo, succedettero come conti di Hainaut rispettivamente ad Amalrico, nella contea di Valenciennes e a Riccardo, nella contea di Mons.
In quello stesso anno però, secondo la Sigeberti Chronica Guarnieri assieme al fratello, Rinaldo, furono uccisi dai figli di Reginardo III, Lamberto e Reginardo; Reginardo e Lamberto erano rientrati in Lotaringia dalla Boemia, dove si trovavano in esilio, assieme al loro padre.
Ancora la Sigeberti Chronica ci informa che Guarnieri assieme al fratello, Rinaldo, furono uccisi dai fratelli, Reginardo e Lamberto, in un combattimento avvenuto nei pressi di Péronne. Anche la Thietmari Chronicon VII riporta che la morte di Guarnieri assieme al fratello, Rinaldo, fu opera di Lamberto e del fratello, Reginardo.
Gli Annales Leodienses, Floressienses et Marchianenses riportano che dopo la loro vittoria Reginardo e Lamberto misero l'assedio al castello di Buxude (super Hagnam fluvium castello Buxude) e tentarono di impadronirsi dell'Hainaut. Ancora secondo gli Annales Leodienses, Floressienses et Marchianenses, il nuovo re di Germania, Ottone II, concesse il titolo di conte di Hainaut a Goffredo I di Verdun, per la contea di Mons e ad Arnolfo, per la contea di Valenciennes; Reginardo e Lamberto dovettero lasciare l'Hainaut.
Secondo la Sigeberti Chronica, anche per merito delle alleanze con il futuro re di Francia, Ugo Capeto (futuro suocero di Reginardo) e con il nuovo duca della Bassa Lorena, Carlo I (futuro suocero di Lamberto), ottennero il perdono e poterono rientrare nella loro patria (in terra partum suorum relocati).
Verso la fine del X secolo, Lamberto si autoproclamò conte di Lovanio; secondo lo storico belga, Léon Vanderkindere, il primo documento in cui lamberto viene citato col titolo di conte di Lovanio è datato 1003.
Il rapporto di Lamberto con il re di Germania, Enrico II, succeduto, nel 1002, come re di Germania all'Imperatore, Ottone III, non doveva essere dei migliori, sino al 1007, anno in cui gli Annales Colonienses riportano che Lamberto tornò nelle grazie del re (Lambertus comes in gratiam regis Heinrici rediit).
La Vita Balderici episcopi Leodiensis cita un episodio in cui Lamberto si comportò male col vescovo di Liegi e viene definito una mente sacrilega di barbari costumi (comes Lowaniensis Lambertus vir profanæ mentis et moribus barbarus); questo episodio però potrebbe essere attribuito a suo figlio, Lamberto.
Nel 1012, dopo la morte di suo cognato, il Duca della Bassa Lorena, Ottone, privo di discendenza, Lamberto sperava di potergli subentrare; invece Enrico II assegnò il ducato a Goffredo II di Verdun, con cui Lamberto entrò in conflitto; secondo la Gestorum Abbatem Trudonensium Continuatio Tertia, con Lamberto si schierò il nipote, Reginardo V.
Lamberto morì combattendo a Florennes, come riportano le Gesta Episcoporum Cameracensium III (in campo Florinensi factum est bellum, ubi Lambertus comes caesus), combattendo contro il duca Goffredo II, come riportano le Gesta Abbatum Gemblacensium (commissa pugna in Florinis inter Lantbertum comitem, filium Ragineri Longicolli", et Godefridum ducem), il 12 settembre 1115, come riportato nella nota a margine delle Gesta Abbatum Gemblacensium.
Nella contea di Lovanio gli succedette il figlio primogenito, Enrico.

## Matrimonio e discendenza
Lamberto, tra il 991 (nel 991, Gerberga, secondo il Richeri Historiæ IV, era stata incarcerata col padre), ed il 994, aveva preso in moglie Gerberga di Lorena (975 - dopo il 1018), come ci confermano le Gesta Abbatum Gemblacensium e la Gestorum Abbatem Trudonensium Continuatio Tertia; Gerberga, secondo la Genealogica comitum Buloniensium era la figlia del Duca della Bassa Lorena, Carlo  e della moglie Adelaide di Troyes (come conferma la Hugonis Floriacensis, Historia Francorum Senonensis), che era figlia del conte di Meux e conte di Troyes, Roberto di Vermandois. Il padre di Gerberga, Carlo di Lorena, secondo i Flodoardi Annales era figlio del re di Francia, Luigi IV e di Gerberga di Sassonia. Gerberga (Gerberga nobilissima), secondo le Gesta Abbatum Gemblacensium, dopo la morte del marito Lamberto, fece penitenza per espiare le colpe del marito, con donazioni e preghiere.
Lamberto da Gerberga ebbe tre figli:
- Enrico[24] ( † 1038), Conte di Lovanio
- Lamberto[25] ( † dopo il 1062), Conte di Lovanio
- Matilde[24] (circa 1000 - ?), che sposò il conte di Boulogne, Eustachio I[24].

## Ascendenza
|                          |                         |                        | Genitori |  |  | Nonni |  |  | Bisnonni                |  |  | Trisnonni             |  |
|                          |                         |                        |          |  |  |       |  |  | Reginardo di Lotaringia |  |  | Giselberto di Maasgau |  |
|                          |                         |                        |          |  |  |       |  |  | Reginardo di Lotaringia |  |  | Giselberto di Maasgau |  |
|                          |                         | Ermengarda             |          |  |  |       |  |  | Reginardo di Lotaringia |  |  |                       |  |
| Reginardo II di Hainaut  |                         |                        |          |  |  |       |  |  | Reginardo di Lotaringia |  |  |                       |  |
|                          |                         | Hersenda (o Alberada)  | …        |  |  |       |  |  |                         |  |  |                       |  |
|                          |                         | Hersenda (o Alberada)  | …        |  |  |       |  |  |                         |  |  |                       |  |
|                          |                         | Hersenda (o Alberada)  | …        |  |  |       |  |  |                         |  |  |                       |  |
| Reginardo III di Hainaut |                         | Hersenda (o Alberada)  |          |  |  |       |  |  |                         |  |  |                       |  |
|                          |                         | …                      | …        |  |  |       |  |  |                         |  |  |                       |  |
|                          |                         | …                      | …        |  |  |       |  |  |                         |  |  |                       |  |
|                          |                         | …                      | …        |  |  |       |  |  |                         |  |  |                       |  |
| …                        |                         | …                      |          |  |  |       |  |  |                         |  |  |                       |  |
|                          |                         | …                      | …        |  |  |       |  |  |                         |  |  |                       |  |
|                          |                         | …                      | …        |  |  |       |  |  |                         |  |  |                       |  |
|                          |                         | …                      | …        |  |  |       |  |  |                         |  |  |                       |  |
| Lamberto I di Lovanio    |                         | …                      |          |  |  |       |  |  |                         |  |  |                       |  |
|                          | Eberardo III di Nordgau | Eberardo II di Nordgau |          |  |  |       |  |  |                         |  |  |                       |  |
|                          | Eberardo III di Nordgau | Eberardo II di Nordgau |          |  |  |       |  |  |                         |  |  |                       |  |
|                          | Eberardo III di Nordgau | Evesna von Sachsen     |          |  |  |       |  |  |                         |  |  |                       |  |
| Ugo I di Nordgau         | Eberardo III di Nordgau |                        |          |  |  |       |  |  |                         |  |  |                       |  |
|                          |                         | Adelina                | …        |  |  |       |  |  |                         |  |  |                       |  |
|                          |                         | Adelina                | …        |  |  |       |  |  |                         |  |  |                       |  |
|                          |                         | Adelina                | …        |  |  |       |  |  |                         |  |  |                       |  |
| Adele d'Alvernia         |                         | Adelina                |          |  |  |       |  |  |                         |  |  |                       |  |
|                          |                         | …                      | …        |  |  |       |  |  |                         |  |  |                       |  |
|                          |                         | …                      | …        |  |  |       |  |  |                         |  |  |                       |  |
|                          |                         | …                      | …        |  |  |       |  |  |                         |  |  |                       |  |
| Ildegarda di Ferrette    |                         | …                      |          |  |  |       |  |  |                         |  |  |                       |  |
|                          |                         | …                      | …        |  |  |       |  |  |                         |  |  |                       |  |
|                          |                         | …                      | …        |  |  |       |  |  |                         |  |  |                       |  |
|                          |                         | …                      | …        |  |  |       |  |  |                         |  |  |                       |  |
|                          |                         | …                      |          |  |  |       |  |  |                         |  |  |                       |  |

### Fonti primarie
- (LA)  Monumenta Germaniae Historica, Scriptores, tomus I.
- (LA)  Monumenta Germaniae Historica, Scriptores, tomus III.
- (LA)  Monumenta Germaniae Historica, Scriptores, tomus IV.
- (LA)  Monumenta Germaniae Historica, Scriptores, tomus VI.
- (LA)  Monumenta Germaniae Historica, Scriptores, tomus VII.
- (LA)  Monumenta Germaniae Historica, Scriptores, tomus VIII.
- (LA)  Monumenta Germaniae Historica, Scriptores, tomus X.
- (LA)  Monumenta Germaniae Historica, Scriptores, tomus IX.
- (LA)  Monumenta Germaniae Historica, Scriptores, tomus XV.2.
- (LA)  Monumenta Germaniae Historica, Scriptores, tomus XXX.1.

### Letteratura storiografica
- Louis Halphen, Francia: gli ultimi Carolingi e l'ascesa di Ugo Capeto (888-987), in «Storia del mondo medievale», vol. II, 1999, pp. 636–661
- Austin Lane Poole, Germania: Enrico I e Ottone il Grande, in «Storia del mondo medievale», vol. IV, 1999, pp. 84–111
- Austin Lane Poole, Ottone II e Ottone III, in «Storia del mondo medievale», vol. IV, 1999, pp. 112–125
- Edwin H Holthouse, L'imperatore Enrico II, in «Storia del mondo medievale», vol. IV, 1999, pp. 126–169